# Bonnac-la-Côte
Pour les articles homonymes, voir Bonnac.
Bonnac-la-Côte est une commune française située dans le département de la Haute-Vienne en région Nouvelle-Aquitaine.
Ses habitants sont appelés les Bonnacois.

## Géographie

### Généralités

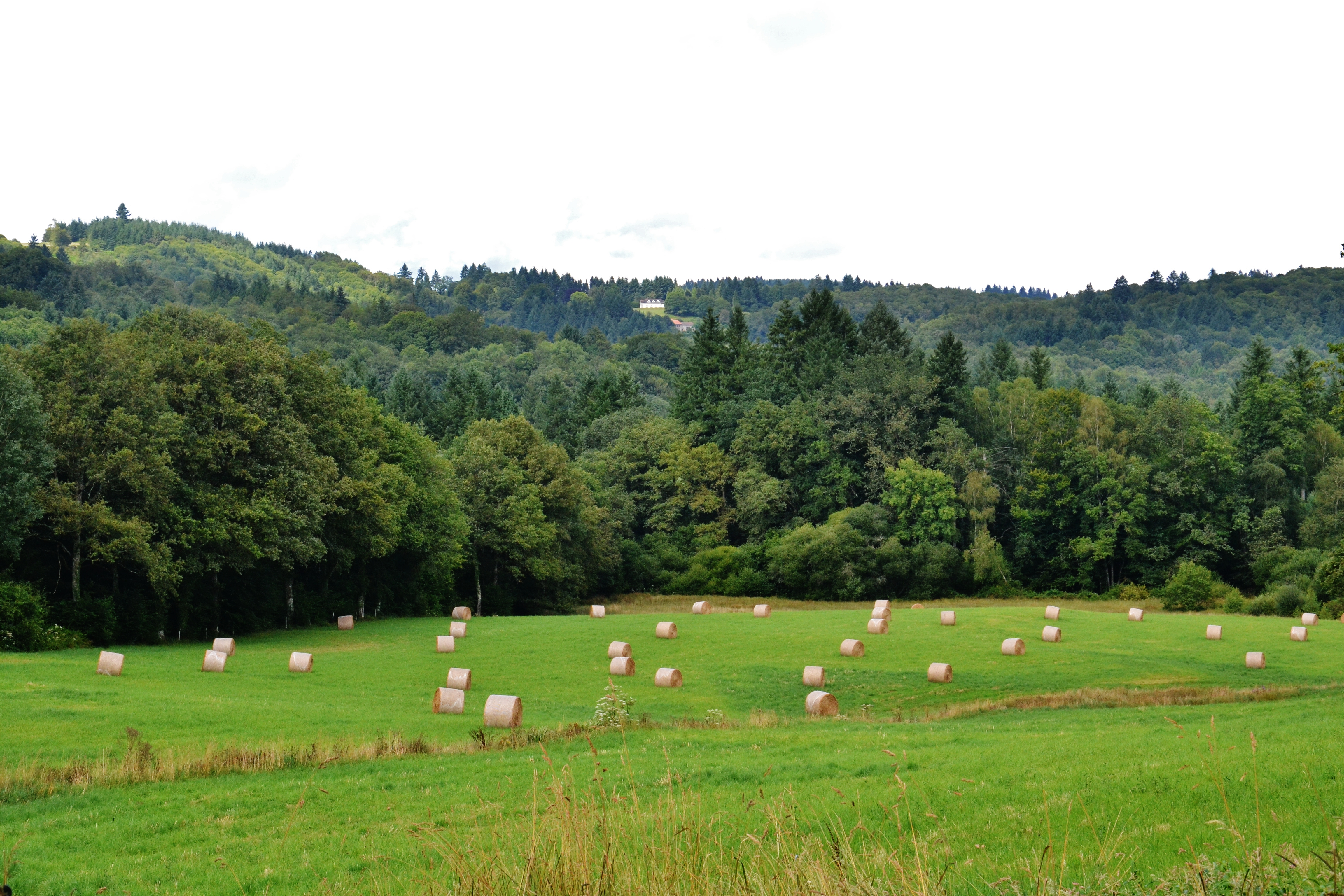
Paysage vallonné à l'est de la commune. Culminant à 561 mètres d'altitude, Bonnac-la-Côte est la plus élevée des communes de la communauté d'agglomération.

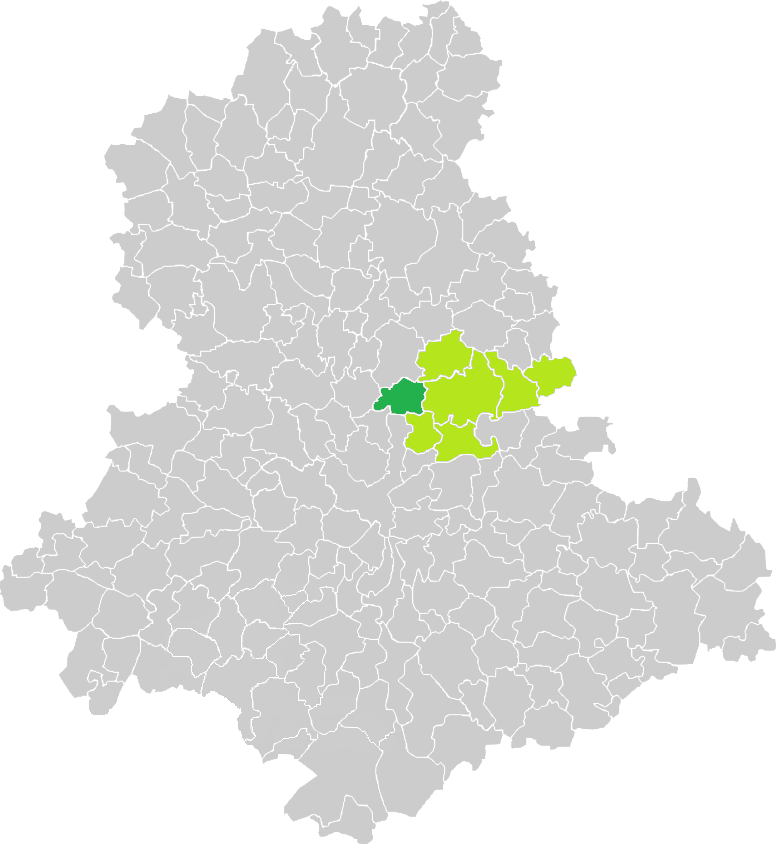
Situation de la commune de Bonnac-la-Côte en Haute-Vienne.

Située à environ 15 kilomètres de Limoges, Bonnac-la-Côte bénéficie d'une situation idéale, avec la proximité de l'autoroute A20.
Premier contrefort du Massif central et située à l'ouest des monts d'Ambazac, la commune de Bonnac-la-Côte possède un climat tempéré, avec une grande amplitude de températures, et des conditions hivernales parfois difficiles. Elle est bordée à l'est par la Cane, un affluent de la Vienne.

### Communes limitrophes
Les communes limitrophes sont  Ambazac, Chaptelat, Compreignac, Limoges, Rilhac-Rancon, Saint-Jouvent et Saint-Sylvestre.
|               | Compreignac    | Saint-Sylvestre |
| Saint-Jouvent | Bonnac-la-Côte | Ambazac         |
| Chaptelat     | Limoges        | Rilhac-Rancon   |

### Climat
Pour des articles plus généraux, voir Climat de la Nouvelle-Aquitaine et Climat de la Haute-Vienne.
Historiquement, la commune est exposée à un climat océanique limousin.  
En 2020, Météo-France publie une typologie des climats de la France métropolitaine dans laquelle la commune est exposée à un climat océanique altéré et est dans la région climatique  Ouest et nord-ouest du Massif Central, caractérisée par une pluviométrie annuelle de 900 à 1 500 mm, maximale en automne et en hiver.
Pour la période 1971-2000, la température annuelle moyenne est de 10,8 °C, avec une amplitude thermique annuelle de 14,8 °C. Le cumul annuel moyen de précipitations est de 1 108 mm, avec 13,6 jours de précipitations en janvier et 8 jours en juillet. Pour la période 1991-2020, la température moyenne annuelle observée sur la station météorologique la plus proche, située sur la commune de Limoges à 10,61 km à vol d'oiseau, est de 11,8 °C et le cumul annuel moyen de précipitations est de 1 018,0 mm,. Pour l'avenir, les paramètres climatiques de la commune estimés pour 2050 selon différents scénarios d’émission de gaz à effet de serre sont consultables sur un site dédié publié par Météo-France en novembre 2022.

## Urbanisme

### Typologie
Au 1er janvier 2024, Bonnac-la-Côte est catégorisée commune rurale à habitat dispersé, selon la nouvelle grille communale de densité à sept niveaux définie par l'Insee en 2022.
Elle est située hors unité urbaine. Par ailleurs la commune fait partie de l'aire d'attraction de Limoges, dont elle est une commune de la couronne,. Cette aire, qui regroupe 127 communes, est catégorisée dans les aires de 200 000 à moins de 700 000 habitants,.

### Occupation des sols
L'occupation des sols de la commune, telle qu'elle ressort de la base de données européenne d’occupation biophysique des sols Corine Land Cover (CLC), est marquée par l'importance des forêts et milieux semi-naturels (52,2 % en 2018), en augmentation par rapport à 1990 (50,9 %). La répartition détaillée en 2018 est la suivante : 
forêts (47,3 %), prairies (33 %), zones agricoles hétérogènes (8,3 %), zones urbanisées (5 %), milieux à végétation arbustive et/ou herbacée (4,9 %), terres arables (1,4 %), eaux continentales (0,2 %). L'évolution de l’occupation des sols de la commune et de ses infrastructures peut être observée sur les différentes représentations cartographiques du territoire : la carte de Cassini (XVIIIe siècle), la carte d'état-major (1820-1866) et les cartes ou photos aériennes de l'IGN pour la période actuelle (1950 à aujourd'hui).

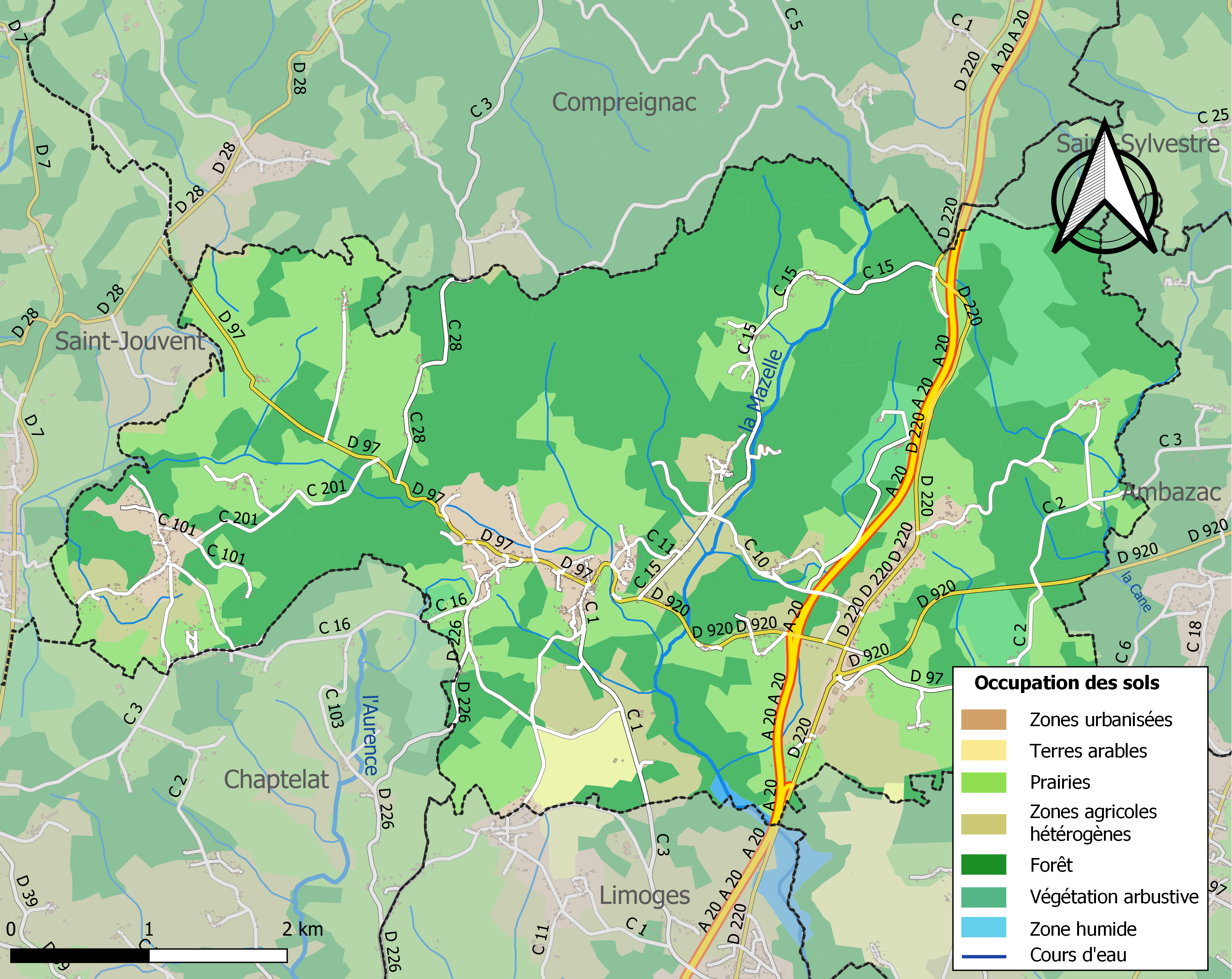
Carte des infrastructures et de l'occupation des sols de la commune en 2018 (CLC).

### Risques majeurs
Le territoire de la commune de Bonnac-la-Côte est vulnérable à différents aléas naturels : météorologiques (tempête, orage, neige, grand froid, canicule ou sécheresse) et séisme (sismicité faible). Il est également exposé à un risque particulier : le risque de radon. Un site publié par le BRGM permet d'évaluer simplement et rapidement les risques d'un bien localisé soit par son adresse soit par le numéro de sa parcelle.

#### Risques naturels

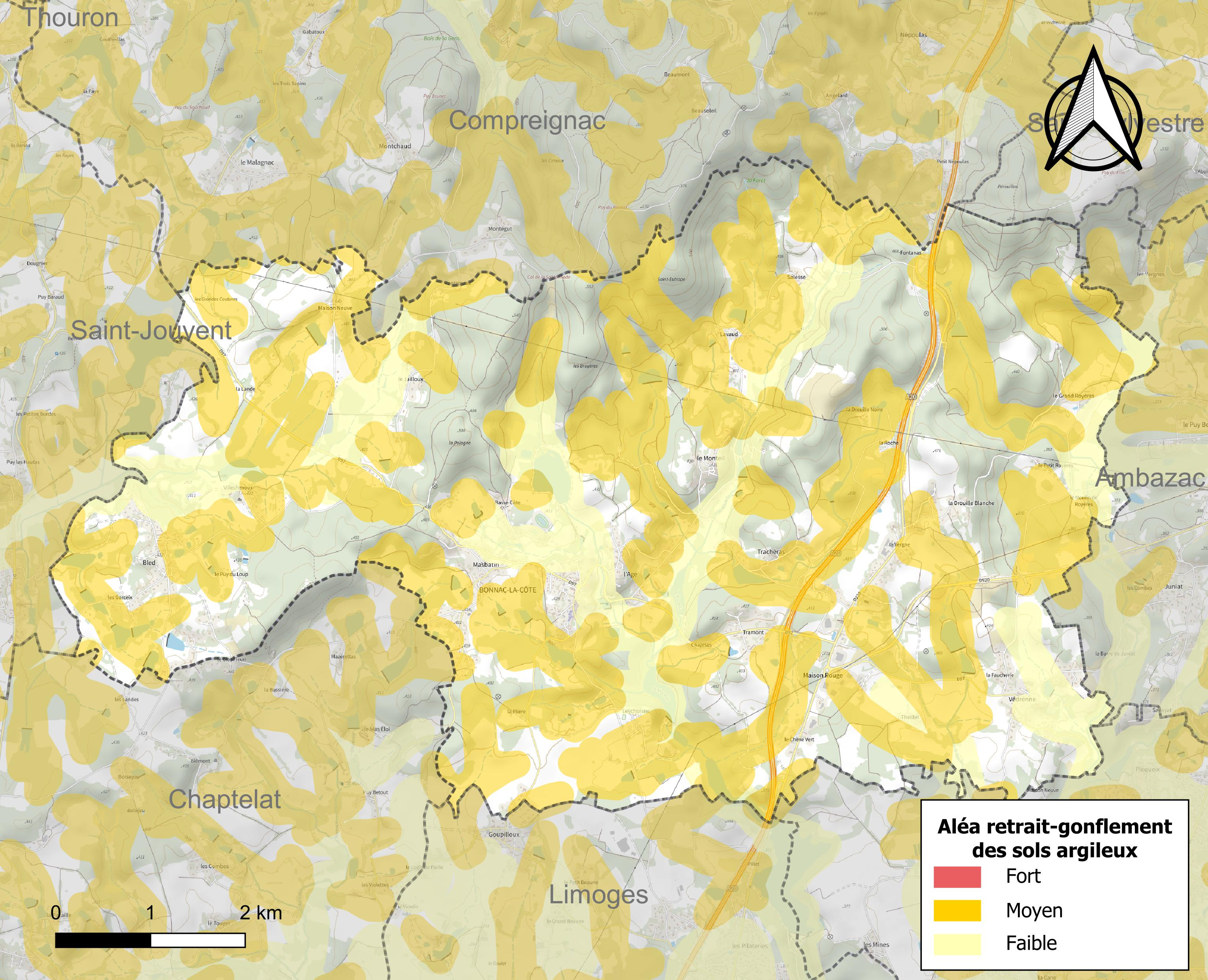
Carte des zones d'aléa retrait-gonflement des sols argileux de Bonnac-la-Côte.

Le retrait-gonflement des sols argileux est susceptible d'engendrer des dommages importants aux bâtiments en cas d’alternance de périodes de sécheresse et de pluie. 48,2 % de la superficie communale est en aléa moyen ou fort (27 % au niveau départemental et 48,5 % au niveau national métropolitain). Depuis le 1er octobre 2020, en application de la loi ÉLAN, différentes contraintes s'imposent aux vendeurs, maîtres d'ouvrages ou constructeurs de biens situés dans une zone classée en aléa moyen ou fort,.
La commune a été reconnue en état de catastrophe naturelle au titre des dommages causés par les inondations et coulées de boue survenues en 1982, 1993 et 1999 et par des mouvements de terrain en 1999.

#### Risque particulier
Dans plusieurs parties du territoire national, le radon, accumulé dans certains logements ou autres locaux, peut constituer une source significative d’exposition de la population aux rayonnements ionisants. Selon la classification de 2018, la commune de Bonnac-la-Côte est classée en zone 3, à savoir zone à potentiel radon significatif.

## Toponymie
Bonac en dialecte limousin.

## Histoire
Bien qu'aucun vestige ne l'atteste, on suppose qu'une villa gallo-romaine est à l'origine du bourg, et qu'un camp romain devait exister près de Leychoisier. Les voies romaines et chemins antiques ont eux laissé des traces.
La plus ancienne bâtisse de la commune est le château de Leychoisier, datant du IXe siècle. Il n'est cependant pas classé comme monument historique, ni même inscrit à l'inventaire supplémentaire. Seul le site de Leychoisier serait protégé, ainsi que le site de la vallée de la Mazelle, rivière qui traverse la commune et alimente certaines réserves d'eau potable de la ville de Limoges. Bien que protégés, ces sites font cependant l'objet de projets immobiliers.
Dans le hameau de Theillet (autrefois Teillet), se trouve la maison de Jean-Baptiste Dominique d'Héralde, dit Léon Dhéralde (1815-1891), homme de lettres limousin dont l'œuvre maîtresse est le Dictionnaire de la langue limousine, qui l'a rendu célèbre non seulement dans le Limousin mais auprès de tous les érudits occitans. Le Dictionnaire de la langue limousine a été publié en 1968 par la Société d'ethnographie de la Marche et du Limousin, subventionné par le CNRS, patronné par le département d'ethnologie de l'université de Lettres de Bordeaux dirigé par le Pr Joël Métais. Léon Dhéralde est également l'auteur de « diverses œuvres en langue limousine » et notamment d'un recueil de plus de 2 000 proverbes limousins, avec leur traduction française, de deux volumes de contes et de fables en langue limousine et d'une tradition du premier chant de la Chanson de Roland, ainsi que d'une pièce en vers intitulée Jésus et Lucifer.
En 1162 est construite l'église romane (sans clocher) - prieuré de Saint-Saturnin. De la même époque on retrouve l'existence de couvents de bénédictines à la Drouille Noire et de grandmontaines à la Drouille  Blanche. Cette dernière sera paroisse jusque vers 1640.
De Henri IV à Louis XIII c'est le déclin dû aux guerres de religion (XVe siècle). Les chapelles latérales de l'église sont élevées.
En 1767 naît Marie-Maurille de Sombreuil, la future héroïne de l'histoire de Leychoisier.
Le 2 septembre 1792 ayant rejoint son père Charles François de Virot de Sombreuil, gouverneur aux Invalides, elle assiste au procès houleux où le peuple de Paris veut se faire justice lui-même (accusation d'avoir prêté main-forte aux suisses des Tuileries). Un des forcenés a plongé un verre dans un baquet qui recueillait le sang des victimes décapitées. Il a invité la jeune fille à boire pour obtenir la grâce de son père. Elle obéit sans hésiter en criant : Vive la nation.
En 1808 une perception est créée. Elle sera fermée deux ans plus tard.
Le 28 janvier 1814, le pape Pie VII, otage de l'empereur s'en retournant en Italie, passa une nuit à Maison Rouge car il lui était interdit de séjourner dans les grandes villes. 
Il mangea deux œufs à la coque et dormit dans le relais de Maison Rouge connu aujourd'hui sous le nom de Maison du Pape.
Une plaque commémorative avait été apposée officiellement sur cette maison le 28 janvier 1914, elle a été détruite lors de la tempête de 1999.
Pour célébrer le bicentenaire de cet évènement historique mais aussi la fin de la restauration du bâtiment, une nouvelle plaque identique à la précédente a été scellée en janvier 2014 par le propriétaire actuel.
Dans les années 1850-1880, Léon Dhéralde rédige dans sa maison de Theillet le Dictionnaire de la langue limousine.
En 1909, la route bleue, future RN 20 est aménagée.
En 1911, les premiers tramways relient Maison-Rouge à Limoges.
En 1919, Bonnac devient Bonnac-la-Côte par décret, pour éviter toute confusion avec d'autres localités.
En 1967 l'école de hameau de Bled est fermée à la suite de l'institution du ramassage scolaire.
Depuis les années 1980, Bonnac subit de plein fouet l'étalement urbain et notamment le développement pavillonnaire (mitage), particulièrement important dans ce secteur, et connaît un recul très important de ses zones naturelles et agricoles. Le PLU de 2006 prévoit en outre la création de zones pavillonnaires ou de zones artisanales supplémentaires sur la commune, au Chêne-Vert, à Vedrenne, Leychoisier ou Maison-Rouge, y compris à proximité des sites protégés.

## Politique et administration

### Liste des maires
| Période                                  | Période  | Identité            | Étiquette    | Qualité |
| ---------------------------------------- | -------- | ------------------- | ------------ | ------- |
| Les données manquantes sont à compléter. |          |                     |              |         |
| 1945                                     | 1953     | Pierre Combes       | SFIO         |         |
| 1953                                     | 1959     | Gabriel Régnier     | SFIO         |         |
| 1959                                     | 1967     | Émile Moreau        | SFIO         |         |
| 1967                                     | 1977     | Alfred Villemonteix | SFIO puis PS |         |
| 1977                                     | 1983     | Jean Sénamaud       | PCF          |         |
| 1983                                     | En cours | Claude Brunaud      | PS puis DVG  |         |

## Population et société

### Démographie
L'évolution du nombre d'habitants est connue à travers les recensements de la population effectués dans la commune depuis 1793. Pour les communes de moins de 10 000 habitants, une enquête de recensement portant sur toute la population est réalisée tous les cinq ans, les populations de référence des années intermédiaires étant quant à elles estimées par interpolation ou extrapolation. Pour la commune, le premier recensement exhaustif entrant dans le cadre du nouveau dispositif a été réalisé en 2004.

En 2022, la commune comptait 1 644 habitants, en évolution de −4,75 % par rapport à 2016 (Haute-Vienne : −0,68 %, France hors Mayotte : +2,11 %).
| 1793 | 1800  | 1806 | 1821 | 1831  | 1836  | 1841  | 1846  | 1851  |
| ---- | ----- | ---- | ---- | ----- | ----- | ----- | ----- | ----- |
| 973  | 1 014 | 827  | 954  | 1 011 | 1 060 | 1 077 | 1 081 | 1 103 |

| 1856  | 1861 | 1866  | 1872  | 1876  | 1881  | 1886  | 1891  | 1896  |
| ----- | ---- | ----- | ----- | ----- | ----- | ----- | ----- | ----- |
| 1 080 | 963  | 1 024 | 1 007 | 1 009 | 1 047 | 1 047 | 1 061 | 1 086 |

| 1901  | 1906  | 1911  | 1921 | 1926 | 1931 | 1936 | 1946 | 1954 |
| ----- | ----- | ----- | ---- | ---- | ---- | ---- | ---- | ---- |
| 1 124 | 1 074 | 1 068 | 938  | 991  | 925  | 920  | 850  | 869  |

| 1962 | 1968 | 1975 | 1982 | 1990 | 1999  | 2004  | 2006  | 2009  |
| ---- | ---- | ---- | ---- | ---- | ----- | ----- | ----- | ----- |
| 805  | 841  | 719  | 805  | 998  | 1 166 | 1 335 | 1 374 | 1 534 |

| 2014  | 2019  | 2022  | - | - | - | - | - | - |
| ----- | ----- | ----- | - | - | - | - | - | - |
| 1 692 | 1 651 | 1 644 | - | - | - | - | - | - |

## Lieux et monuments

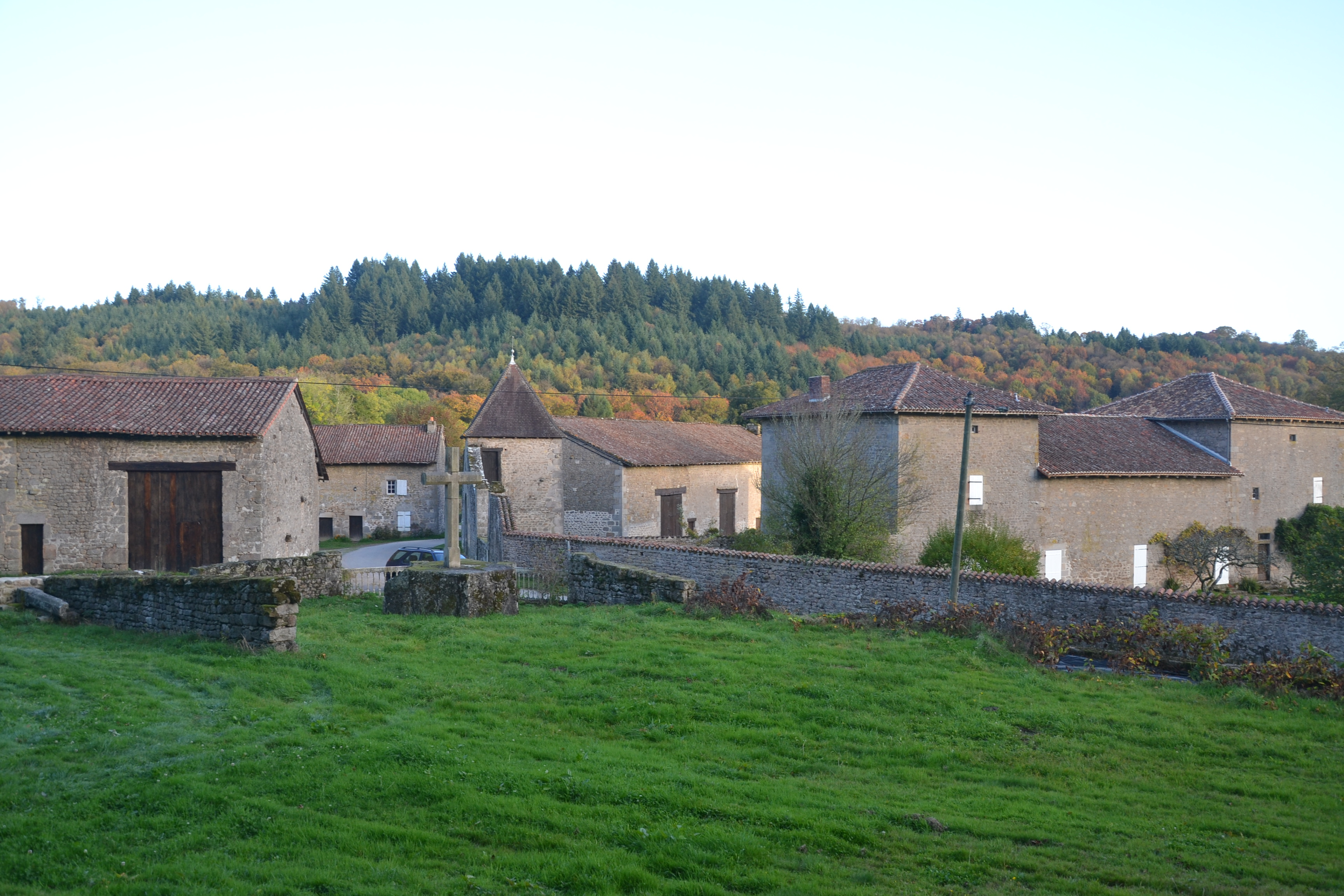
Le village de Salesse.

- Le château, les étangs, la cascade et le moulin de Leychoisier.
- Le château de Saint-Antoine à Maison-Rouge.
- Village remarquable de Salesse.
- Église Saint-Saturnin de Bonnac-la-Côte.
- Maison de Léon Dhéralde à Teillet.
- Bâtiments remarquables de l'ancien Chai Barriant, à Maison-Rouge, menacés par l'extension de la zone artisanale.
- Église paroissiale Saint-Saturnin et ses sculptures[26],[27]
- Vélodrome Raymond-Poulidor.
- La maison illuminée de la basse-côte.

## Personnalités liées à la commune
- Léon Dhéralde (1815-1891), est un homme de lettres.
- Marie-Maurille de Sombreuil (1767 -1823) comtesse de Villelume.
- Stanislas de Sombreuil (1768-1794), militaire français y est né.
- Charles Eugène Gabriel de Sombreuil (1725-1794), maréchal et gouverneur des Invalides.

### Héraldique
| Blason de Bonnac-la-Côte | Blason  | Parti : au premier d'or au monogramme BONNAC en lettres capitales de gueules, au second coupé au I d'azur aux trois coqs d'argent, crêtés et membrés d'or, et au II de gueules aux deux pals d'argent. |
| Blason de Bonnac-la-Côte | Détails | Le statut officiel du blason reste à déterminer. |